# Argenton-sur-Creuse
Argenton-sur-Creuse är en kommun i departementet Indre i regionen Centre-Val de Loire i de centrala delarna av Frankrike. Kommunen ligger i kantonen Argenton-sur-Creuse som tillhör arrondissementet Châteauroux. År 2022 hade Argenton-sur-Creuse 4 817 invånare.

## Befolkningsutveckling
Antalet invånare i kommunen Argenton-sur-Creuse
Referens:INSEE